# Brochantit
Brochantit (auch Blanchardit) ist ein häufig vorkommendes Mineral aus der Mineralklasse der „Sulfate (Selenate, Tellurate, Chromate, Molybdate, Wolframate)“. Es kristallisiert im monoklinen Kristallsystem mit der chemischen Zusammensetzung Cu4[(OH)6|(SO4)] und ist damit chemisch gesehen ein Kupfersulfat mit zusätzlichen Hydroxidionen.
Brochantit entwickelt meist langprismatische bis nadelige Kristalle und Zwillinge mit pseudo-orthorhombischem Aussehen von mehreren Zentimetern Länge, kommt aber auch in Form nierig-traubiger, körniger bis massiger Aggregate oder parallelstrahligen Krusten vor. Die Oberflächen der durchsichtigen bis durchscheinenden Kristalle weisen einen glasähnlichen Glanz auf, Spaltflächen schimmern dagegen eher perlmuttartig. Die Farbe schwankt zwischen hellgrün, smaragdgrün, blaugrün und schwarzgrün, die Strichfarbe zeigt allerdings immer ein helles Grün.

## Etymologie und Geschichte
Erstmals entdeckt wurde Brochantit 1824 in der Kupfer-Lagerstätte „Mednorudjanskoje“ bei Nischni Tagil/Jekaterinburg in der russischen Oblast Swerdlowsk und beschrieben durch Armand Lévy (1795–1841), der das Mineral nach André Brochant de Villiers (1772–1840) benannte.

## Klassifikation
In der veralteten 8. Auflage der Mineralsystematik nach Strunz gehörte der Brochantit zur Mineralklasse der „Sulfate, Chromate, Molybdate, Wolframate“ und dort zur Abteilung „Wasserfreie Sulfate mit fremden Anionen“, wo er gemeinsam mit Antlerit und Dolerophanit sowie im Anhang mit Schuetteit in der „Dolerophanit-Antlerit-Gruppe“ mit der Systemnummer VI/B.01 steht.
In der zuletzt 2018 überarbeiteten Lapis-Systematik nach Stefan Weiß, die formal auf der alten Systematik von Karl Hugo Strunz in der 8. Auflage basiert, erhielt das Mineral die System- und Mineralnummer VI/B.01-030. Dies entspricht der Klasse der „Sulfate, Chromate, Molybdate und Wolframate“ und dort der Abteilung „Wasserfreie Sulfate, mit fremden Anionen“, wo Brochantit zusammen mit Antlerit und Dolerophanit eine unbenannte Gruppe mit der Systemnummer VI/B.01 bildet.
Die von der International Mineralogical Association (IMA) zuletzt 2009 aktualisierte 9. Auflage der Strunz’schen Mineralsystematik ordnet den Brochantit in die Klasse der „Sulfate (Selenate, Tellurate, Chromate, Molybdate und Wolframate)“ und dort in die Abteilung „Sulfate (Selenate usw.) mit zusätzlichen Anionen, ohne H2O“ ein. Hier ist das Mineral in der Unterabteilung „Mit mittelgroßen Kationen“ zu finden, wo es als einziges Mitglied eine unbenannte Gruppe mit der Systemnummer 7.BB.25 bildet.
In der vorwiegend im englischen Sprachraum gebräuchlichen Systematik der Minerale nach Dana hat Brochantit die System- und Mineralnummer 30.01.03.01. Das entspricht der Klasse der „Sulfate, Chromate und Molybdate“ und dort der Abteilung „Wasserfreie Sulfate mit Hydroxyl oder Halogen“. Hier findet er sich innerhalb der Unterabteilung „Wasserfreie Sulfate mit Hydroxyl oder Halogen und (AB)m(XO4)pZq, mit m:p>2:1“ als einziges Mitglied in einer unbenannten Gruppe mit der Systemnummer 30.01.03.

## Kristallstruktur
Brochantit kristallisiert monoklin in der Raumgruppe P21/a (Raumgruppen-Nr. 14, Stellung 3) mit den Gitterparametern a = 13,09 Å; b = 9,84 Å; c = 6,01 Å und β = 103,3° sowie vier Formeleinheiten pro Elementarzelle.

## Eigenschaften
Brochantit löst sich bereits in sehr verdünnten Säuren. Im Glasrohr erhitzt, gibt Brochantit Schwefeldioxid und Wasser ab, wobei er sich schwarz färbt.
Weiterhin ist Brochantit in wässrigen Ammoniak-Lösungen unter Bildung eines charakteristischen, tiefblauen Tetraamminkupfer(II)-Komplexes löslich. Dieser Vorgang wird vor allem bei der Reinigung von Marmor und Kalkstein ausgenutzt, um die üblicherweise wasserunlöslichen Kupferverbindungen wie z. B. Azurit, Malachit und Brochantit aus dem Stein zu lösen, wobei sich der Fortschritt der Reinigung aufgrund der Umfärbung visuell gut verfolgen lässt.

## Bildung und Fundorte

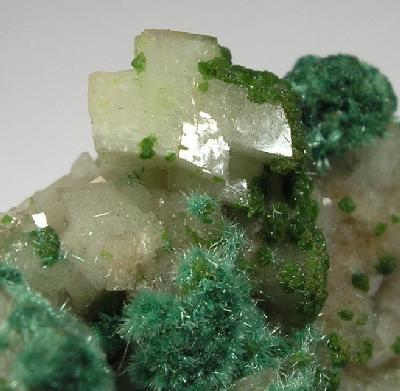
Brochantit (hellgrün) und Konichalcit (olivgrün) auf Calcit aus Tsumeb, Namibia (Gesamtgröße der Stufe: 3,1 cm × 2,8 cm × 1,3 cm)

Brochantit bildet sich als Sekundärmineral vorwiegend unter ariden Klimabedingungen in der Oxidationszone von Kupfererzlagerstätten. Begleitminerale sind vor allem Antlerit und Malachit, mit denen er oft verwechselt wird, aber auch Atacamit, Azurit, Calcit, Caledonit, Cerussit, Chrysokoll, Cuprit, Cyanotrichit, Linarit und Tenorit.
Als häufige Mineralbildung konnte Brochantit bereits an vielen Fundorten nachgewiesen werden, wobei bisher (Stand: 2015) über 1500 Fundorte als bekannt gelten. Neben seiner Typlokalität „Mednorudjanskoje“ trat das Mineral in Russland noch an weiteren Orten in der Oblast Swerdlowsk, sowie an wenigen Stellen in Ostsibirien (Aldan, Udokan), im Nordkaukasus (Adygeya) und auf der Halbinsel Kola (Chibinen) auf.
In Deutschland konnte Brochantit unter anderem an vielen Orten im Schwarzwald in Baden-Württemberg, an einigen Stellen im Frankenland und im Spessart in Bayern, im hessischen Odenwald und im Richelsdorfer Gebirge, an vielen Orten im Harz von Niedersachsen bis Sachsen-Anhalt wie beispielsweise Bad Lauterberg, Goslar, Sankt Andreasberg und Hasserode, an verschiedenen Stellen in der Eifel und im Siegerland von Nordrhein-Westfalen bis Rheinland-Pfalz, an einigen Orten im sächsischen Erzgebirge sowie an wenigen Stellen im Saarland, in Schleswig-Holstein und Thüringen gefunden werden.
In Österreich fand man Brochantit bisher vor allem in Kärnten, Salzburg (Hohe Tauern, Schwarzleograben), der Steiermark und in Tirol (Region Brixlegg-Schwaz).
In der Schweiz trat das Mineral unter anderem an einigen Stellen im Kanton Graubünden bzw. an vielen Orten im Val d’Anniviers im Kanton Wallis auf.
Weitere Fundorte liegen unter anderem in Afghanistan, Ägypten, Algerien, der Antarktis, Argentinien, Australien, Belgien, Bolivien, Brasilien, Bulgarien, Chile, China, der Demokratischen Republik Kongo, Finnland, Frankreich, Griechenland, Grönland, Indien, Indonesien, Irland, Iran, Island, auf der Isle of Man, in Israel, Italien, Japan, Kanada, Kasachstan, Kirgisistan, Kuba, Laos, Luxemburg, Madagaskar, Marokko, Mexiko, der Mongolei, in Mosambik, Namibia, Neukaledonien, Neuseeland, Norwegen, Pakistan, Peru, Polen, Portugal, Rumänien, Sambia, Simbabwe, der Slowakei, Spanien, Südafrika, Taiwan, Tadschikistan, der Türkei, in Tschechien, Ungarn, der Ukraine, im Vereinigten Königreich (UK) und den Vereinigten Staaten von Amerika (USA).
Auch in Gesteinsproben vom Mittelatlantischen Rücken (Hydrothermalfeld Logatchev) konnte Brochantit nachgewiesen werden.
Neben diesen Vorkommen in der Natur wird Brochantit auch als Korrosionsprodukt auf Kupfer und kupferhaltigen Legierungen gefunden, beispielsweise bei Bronzestatuen.